# Distretto di Myjava
Il distretto di Myjava (in slovacco: okres Myjava) è uno dei distretti della regione di Trenčín, nella Slovacchia occidentale.
Fino al 1918, il distretto fece parte del comitato di Nyitra.

## Geografia antropica
Il distretto è composto da 2 città e 15 comuni:

### Città
- Brezová pod Bradlom
- Myjava

### Comuni
- Brestovec
- Bukovec
- Chvojnica
- Hrašné
- Jablonka
- Kostolné
- Košariská
- Krajné
- Podkylava
- Polianka
- Poriadie
- Priepasné
- Rudník
- Stará Myjava
- Vrbovce